# (26830) 1990 BB
(26830) 1990 BB là một tiểu hành tinh vành đai chính. Nó được phát hiện bởi Kenzo Suzuki và Takeshi Urata thuộc Toyota, Aichi, Nhật Bản, ngày 17 tháng 1 năm 1990.